# Petr Novák (Skilangläufer)
Petr Novák (* 18. Juni 1982 in Karlsbad) ist ein ehemaliger tschechischer Skilangläufer.

## Werdegang
Novák nahm von 2001 bis 2019 an Wettbewerben der Fédération Internationale de Ski teil. Ab 2005 trat er vorwiegend beim Slavic Cup an. Dabei holte er fünf Siege und belegte in der Saison 2008/09 zweiten Platz in der Gesamtwertung. Sein erstes Weltcuprennen lief er im Februar 2008 in Liberec, welches er mit dem 58. Rang über 11,4 km Freistil beendete. Im Februar 2009 gewann er bei der Winter-Universiade 2009 in Yabuli Bronze mit der Staffel und Silber im 30-km-Massenstartrennen. Die ersten und einzigen Weltcuppunkte holte er im Januar 2010 in Otepää mit dem 23. Rang über 15 km klassisch. Seine besten Platzierungen bei den nordischen Skiweltmeisterschaften 2011 in Oslo waren der 50. Platz im 30-km-Verfolgungsrennen und der 13. Platz im Teamsprint. Bei den Olympischen Winterspielen 2014 in Sotschi erreichte er den 35. Platz im 30-km-Skiathlon und den 29. Rang im 50-km-Massenstartrennen.
Ab 2007 nahm Novák ebenfalls an Skimarathonrennen teil. Er gewann dabei den Kangaroo Hoppet (2011), den Dolomitenlauf (2014), den Bieg Piastów (2013 und 2015), den Gsieser Tal-Lauf (2015 über 42 km klassisch) und den Vasaloppet China (2016 über 50 km klassisch). Im Skilanglauf-Marathon-Cup belegte er 2013 und 2014 den vierten Platz und 2015 den ersten Platz in der Gesamtwertung.

## Erfolge

### Siege bei Worldloppet-Cup-Rennen
Anmerkung: Vor der Saison 2015/16 hieß der Worldloppet Cup noch Marathon Cup.
| Nr. | Datum            | Ort              | Rennen        | Disziplin                   |
| --- | ---------------- | ---------------- | ------------- | --------------------------- |
| 1.  | 19. Januar 2014  | Lienz            | Dolomitenlauf | 42 km Freistil Massenstart  |
| 2.  | 28. Februar 2015 | Szklarska Poręba | Bieg Piastów  | 50 km klassisch Massenstart |

### Siege bei Continental-Cup-Rennen
| Nr. | Datum             | Ort                  | Disziplin                   | Serie      |
| --- | ----------------- | -------------------- | --------------------------- | ---------- |
| 1.  | 13. Februar 2010  | Nové Město na Moravě | 10 km Freistil              | Slavic Cup |
| 2.  | 14. Februar 2010  | Nové Město na Moravě | 2 × 7,5 km Skiathlon        | Slavic Cup |
| 3.  | 11. Dezember 2010 | Horní Mísečky        | 10 km klassisch             | Slavic Cup |
| 4.  | 12. Dezember 2010 | Horní Mísečky        | 15 km Freistil              | Slavic Cup |
| 5.  | 5. Januar 2014    | Nové Město na Moravě | 15 km klassisch Massenstart | Slavic Cup |

### Sonstige Siege bei Skimarathon-Rennen
- 2011 Kangaroo Hoppet, 42 km Freistil
- 2013 Bieg Piastów, 50 km klassisch
- 2015 Gsieser Tal-Lauf, 42 km klassisch
- 2016 Vasaloppet China, 50 km klassisch